# 南湯姆斯里弗 (新澤西州)
南湯姆斯里弗（英語：South Toms River）是位於美國新澤西州海洋縣的自治市鎮。

## 人口
根據2020年美國人口普查的數據，南湯姆斯里弗的面積為3.13平方千米，當中陸地面積為3.00平方千米，而水域面積為0.13平方千米。當地共有人口3643人，而人口密度為每平方千米1,164人。